# August Ludwig Christian Kavel
August Ludwig Christian Kavel (* 3. September 1798 in Berlin; † 12. Februar 1860 in Langmeil) war ein deutscher lutherischer Theologe und Mitbegründer der Evangelisch-Lutherischen Kirche Australiens.

## Leben

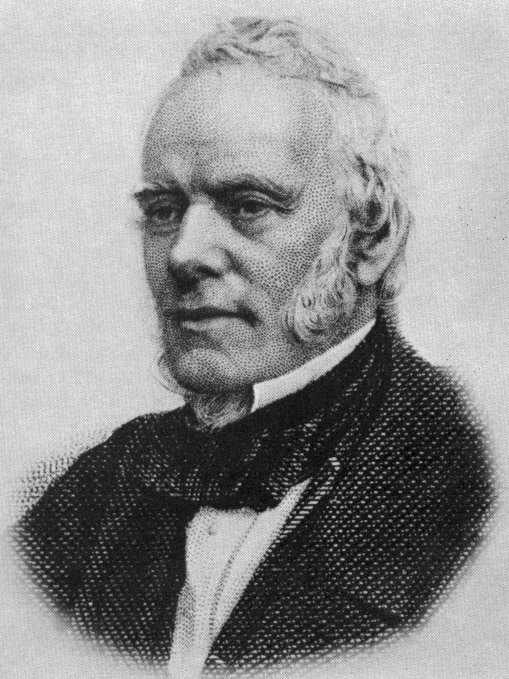
George Fife Angas

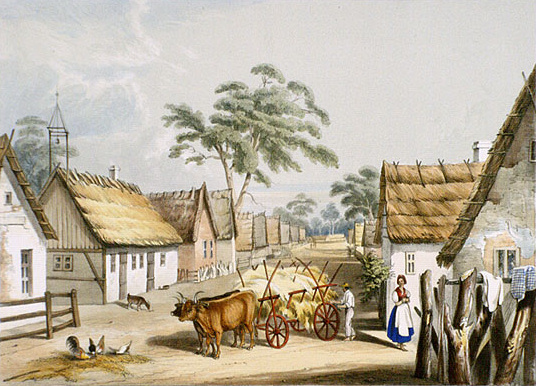
Lithographie des australischen Dorfes Klemzig (1846)

Der in Berlin als Sohn eines Schneiders geborene Kavel besuchte das Berlinische Gymnasium zum Grauen Kloster und studierte anschließend Theologie. Er wurde im Jahre 1826 ordiniert und Pastor der preußischen Gemeinde Klemzig.
August Kavel und dessen Gemeinde in Klemzig waren Anhänger des altlutherischen Glaubens. Nach sich mehrenden gegen Altlutheraner gerichtete Repressalien durch die preußische Regierung wurde in Klemzig die Auswanderung beschlossen. Kavel traf sich deshalb im Jahre 1836 mit dem englischen Geschäftsmann George Fife Angas (1789–1879) und besprach mit ihm eine mögliche Emigration in die neugegründete englische Kolonie Südaustralien. Angas gelang es in der Folgezeit genügend Geld zu beschaffen, um Kavel bei seinen Plänen zu unterstützen. 1838 wurden von Angas für die Auswanderer vier Schiffe, die Prince George, Bengalee, Zebra und Catharina gechartert.
Die Prince George und die Bengalee starteten am 18. Juli 1838 in Hamburg mit insgesamt 250 Menschen an Bord. Über Plymouth, wo sie Kavel abholten, fuhren sie in Richtung Australien. Ihnen folgten im Abstand von jeweils etwa einen Monat die Schiffe Zebra und Catharina. Das erste Schiff, welches in Süd-Australien eintraf, war die Prince George. Ihr folgte die Bengalee. Die überwiegend aus Klemzig stammenden Emigranten gingen hier am 20. November des Jahres 1838 an Land. Unweit von Adelaide gründeten sie am Ufer des Flusses Torrens eine Siedlung, welche den Namen ihres deutschen Heimatdorfes Klemzig erhielt. Klemzig wurde die erste deutsche Siedlung auf dem australischen Kontinent.
Das nächste Schiff, das in Süd-Australien eintraf, war am 2. Januar 1839 mit 187 Emigranten die Zebra, wobei die Angaben hierzu schwanken. Andere Quellen sprechen vom 28. Dezember 1838. Die Passagiere der Zebra stammten überwiegend aus dem Dorf Kay bei Züllichau. Sie gründeten nahe Glen Osmond, heute ein Stadtteil von Adelaide, mit dem von der Insel Sylt stammenden Dirk Meinerts Hahn eine Siedlung, die sie ihm zu Ehren Hahndorf nannten. Das vorerst letzte Schiff mit lutherischen Auswanderern war schließlich die Catharina. Auch von diesen Emigranten siedelte ein Großteil bei Glen Osmond.
In der Folgezeit fungierte Kavel als geistiger Führer der Siedler und führte die Verhandlungen beim Erwerb von Ländereien. Brieflich ermutigten sie in der Heimat zurückgebliebene Altlutheraner zur Übersiedlung auf den südlichen Kontinent.
Es dauerte nicht lange, bis sie Erfolg hatten. Ende Oktober 1841 trafen auf dem dänischen Schiff Skjold weitere preußische Altlutheraner ein. Ihr geistiger Führer war der sächsische Pastor Gotthard Fritzsche (1797–1863). Die Emigranten dieses Schiffes siedelten später in der Nähe von Adelaide und gründeten die Orte Lobethal in den Adelaide Hills sowie Bethanien im Barossa Valley. Weitere Schiffe mit altlutherischen Auswanderern aus Deutschland folgten. Ein Großteil der deutschen Siedlungen auf dem australischen Kontinent entstand in Südaustralien, aber auch im benachbarten Bundesstaat Victoria (Herrnhut, Gnadenthal, Tarrington) und in New South Wales (Walla Walla).
Nahe Bethanien wurde im Jahre 1842 der Ort Langmeil gegründet, wohin Kavel mit einigen seiner Anhänger verzog. Kavels Aufforderung an die Siedler von Klemzig und Hahndorf, es ihm nachzutun, blieb allerdings erfolglos und erzeugte Spannungen. Zwischen Fritzsche und Kavel gab es bald Auseinandersetzungen um die theologische Ausrichtung der neugegründeten australischen lutherischen Kirche. Die Folge war, dass sich die Glaubensgemeinschaft im August 1846 spaltete. Kavels Gruppe nannte sich Evangelisch-Lutherische Synode in Australien. Fritzsche übernahm die Führung der Evangelical Church of South Australia.
August Kavel starb 1860 in Langmeil an den Folgen eines Schlaganfalls.

## Werk (Auswahl)
- Abschiedsworte des evangelisch-lutherischen Pastors August Kavel gerichtet an einen Theil seiner Gemeinde und sein Vaterland bei seiner Auswanderung nach Süd-Australien, 1838

## Gedenken
- Auf dem Friedhof im australischen Langmeil existiert bis in die Gegenwart ein Denkmal zu Ehren Kavels.[2]

## Weiterführende Literatur
- Theodor Hebart: Die Vereinigte Evangelisch-Lutherische Kirche in Australien ... 1838–1938. Lutheran Book Depot, Adelaide 1938.
- Wilhelm Iwan: Um des Glaubens willen nach Australien: Eine Episode deutscher Auswanderung. Luth. Bücherverein, Breslau 1931.
- David Schubert: Kavel’s People: Their Story of migration from Prussia to South Australia ... Second edition, with corrections. Highgate (SA), 1997.
- Chris Illert: Traditional German Folkstories from the Barossa Valley / Traditionelle deutsche Volksmärchen vom Barossatal. East Corrimal (NSW), 1988.
- Jakob Anderhandt: Deutschaustralische Märchen von der Freiheit des Glaubens. In: Eremitage: Zeitschrift für Literatur, No. 14, Ludwigsburg: Valentin Verlag, 2007, pp 9–37.